# Медаль празької міліції 1866 року
Медаль Празької міліції 1866 року (нім. Prager Buergerwehrmedaille von 1866) — військова нагорода Австро-Угорщини для нагородження членів іррегулярних добровольчих підрозділів під час Австро-Пруської війни.

## Історія
Під час австро-пруської війни 1866 року для підтримки війська в деяких частинах Австрійської імперії були створені добровольчі іррегулярні підрозділи (нім. Buergerwehren). Жителі Праги сформували три такі корпуси (нім. Buergerscharfschuetzen, Staedtische Garde і Buergerliches Polizeischarfschuetzenkorps) з непридатних до дійсної військової служби, ветеранів, поліціянтів та інших урядовців. Але війна закінчилася раніше, ніж ворожі війська дійшли до столиці Богемії. Щоб відзначити жителів Праги імператор Франц Йосиф I заснував 25 жовтня 1866 року нагороду.

## Опис
Медаль мала вигляд правильного кола зі срібла діаметром 31 мм з стандартною трикутною 40 мм стрічкою білого та світло червоного кольору.
Ця медаль була практично ідентична нагороді Пам'ятна медаль «За народну оборону Тіроля в 1866 р.».
| Аверс | Реверс                                                                   |
| --- | ------------------------------------------------------------------------ |
| |                                                                          |
| Франц Йосиф І з лавровим вінком на голові. Навколо надпис «FRANZ JOSEPH I. KAISER VON OESTERREICH» (Франц Йосиф I, Цісар Австрії). Штемпель виробника «TAUTENHAYN» (Josef Hermann Tautenhayn) | Рік заснування «1866», вінок з дубових гілок перев'язаних внизу стрічкою |
| |                                                                          |